# Sundby kvarn

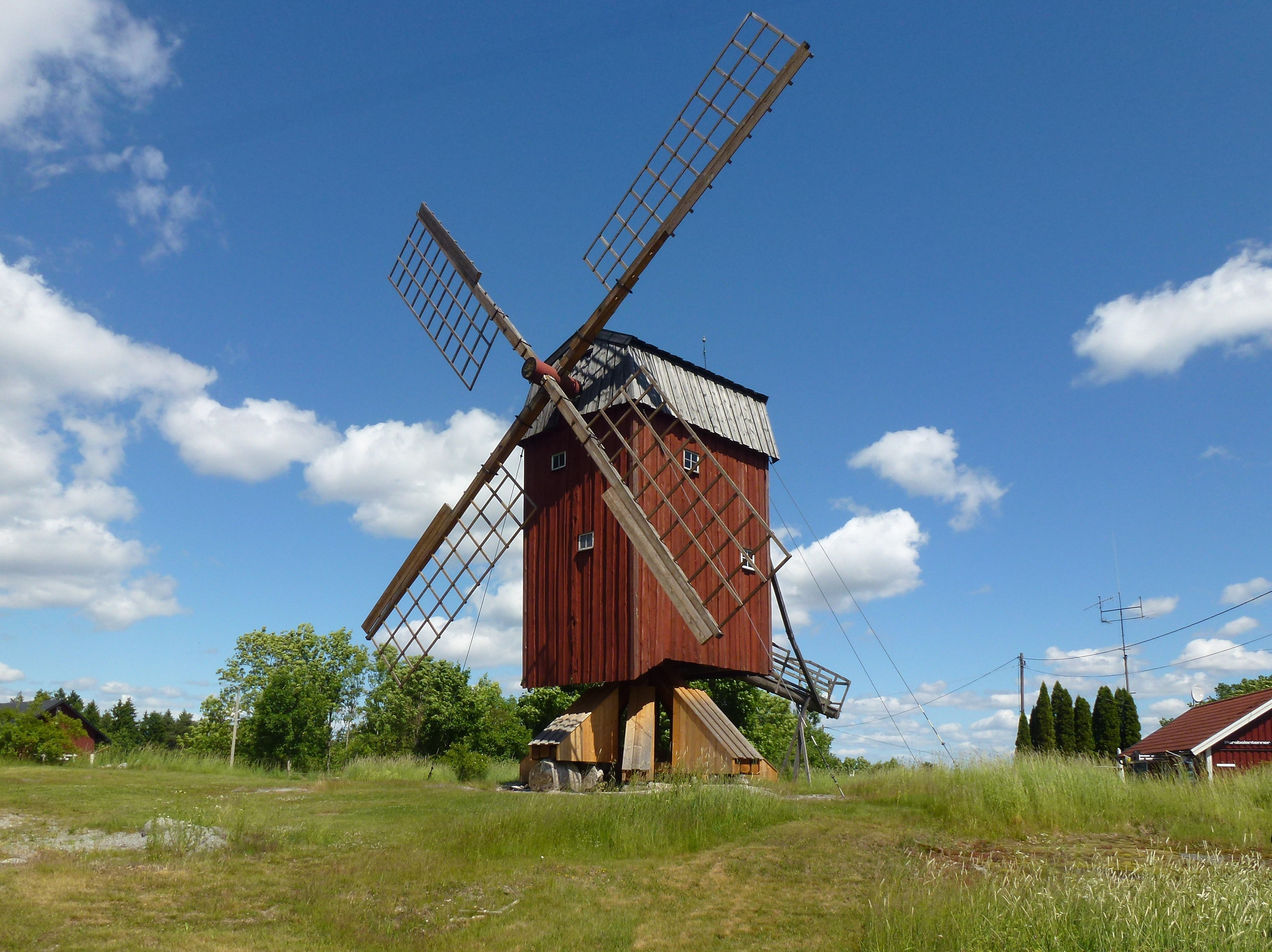
Sundby kvarn i juni 2013.

Sundby kvarn (även kallad Kajsa) är en stolpkvarn på Färingsö i Ekerö kommun, Stockholms län. Sundby kvarn uppfördes i mitten av 1740-talet och var då den första väderkvarnen i Sånga socken. Kvarnen var i verksamhet fram till 1928. Den är idag (2013) nyrenoverad och är tillsammans med Stavsunds kvarn vid godset Stavsund den enda kvarvarande väderkvarnen i kommunen. Sundby kvarn är ett byggnadsminne och ägs av Ekerö kommun.

## Historik

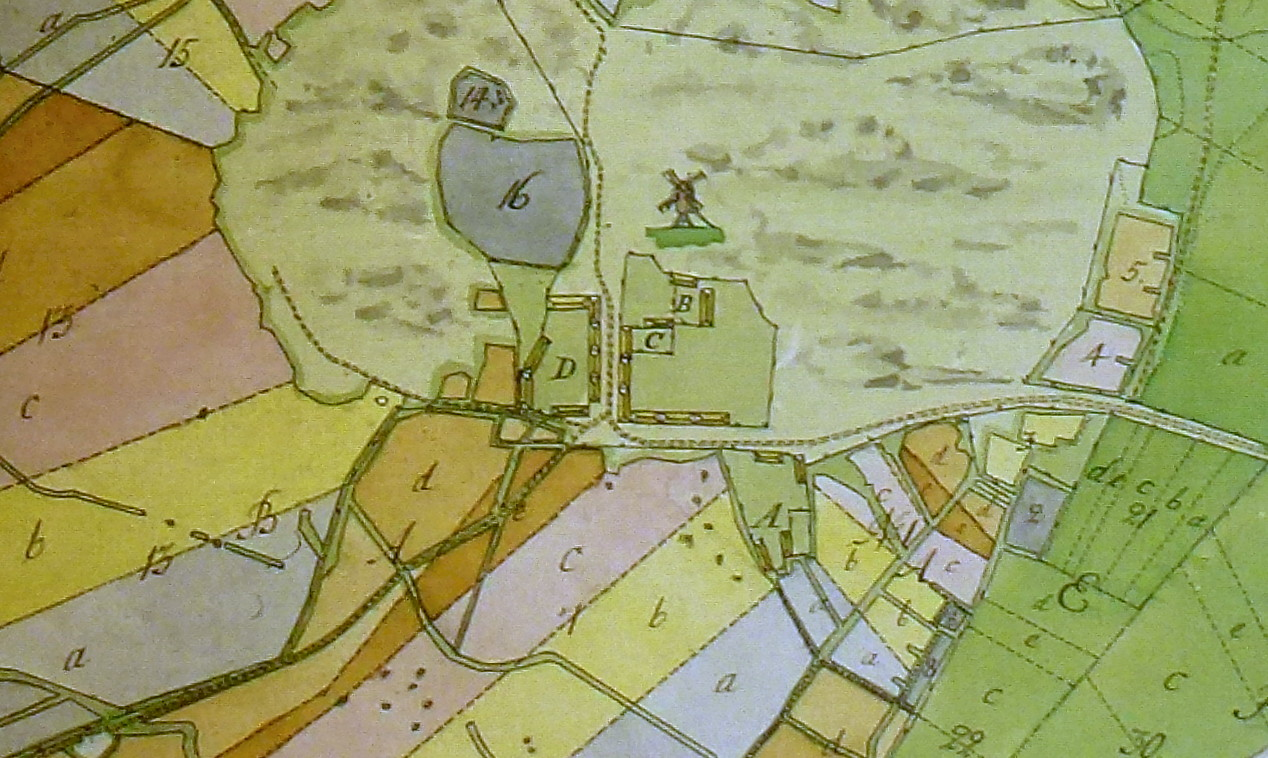
Sundby kvarn 1763 innan mjölnarstugan fanns.

Enligt den lokala traditionen skall kvarnen ursprungligen ha stått på Adelsön och senare flyttats till sin nuvarande plats. Det finns dock inga skriftliga belägg för detta. Sundby kvarns byggherre och första ägare var kronobefallningsman Niels Gahm. Han ägde redan en vattenkvarn vid Viggeby och i mitten på 1740-talet lätt han uppföra en väderkvarn på allmän mark som tillhörde Sundby by. Kvarnens vindflöjel bär årtalet 1748 som sammanfaller med året där kvarnen blev en så kallad tullkvarn. Tull kallades den avgift som kvarnens kunder fick erlägger för att få sin spannmål mald. Tullen bestod av säd som betalades dels till kvarnägaren (2/3) och dels till mjölnaren (1/3).
Under 1800-talet ägdes kvarnarna i Viggeby och Sundby av en sonson till Nils Gahm. Han sålde båda kvarnarna 1815 till Carl Erik Stockman, inspektör vid Tanto kronobränneri. Han avled redan 1818 och efter honom ägdes kvarnen av hans änka, som 1859 sålde ”Sundby kvarn med täppa och stuga” för 700 riksdaler riksmynt till mjölnaren Carl Erik Mattsson. Den intill kvarnen liggande kvarnstugan omtalas första gången i husförhörslängden  från 1845-1850, vilket även torde vara byggnadstiden. Stugan är en timrad och rödfärgad sidokammarstuga. Kvarntäppan utanför brukas fortfarande.
År 1865 blev mjölnaren Gustaf Alfred Hermansson från Kalmar län ägare till Sundby kvarn, som förblev i Hermanssons släkt fram till 1975 då kvarnen överläts till Ekerö kommun. Kvarnstugan är dock fortfarande i släktens ägo. Kvarnen var i verksamhet fram till 1928 och har sitt ursprungliga, av oxelträ gjorda maskineri i behåll.  Ännu 1904 var tolv väderkvarnar i drift på Ekerö, idag finns bara två kvar. Varför kvarnen i Sundby by även kallas ”Kajsa” är okänt.

## Bilder

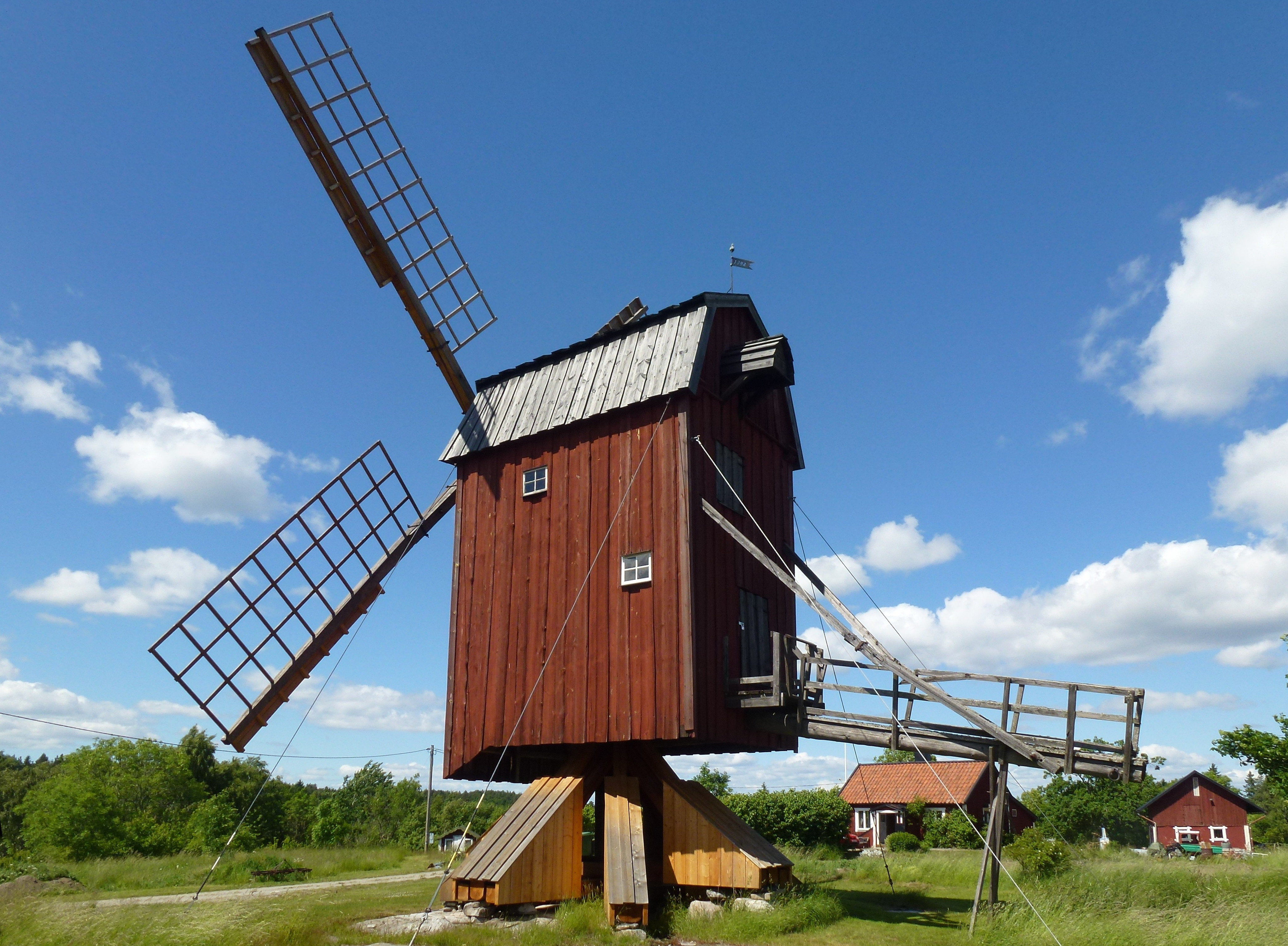
Kvarnen med kvarnstugan i bakgrunden
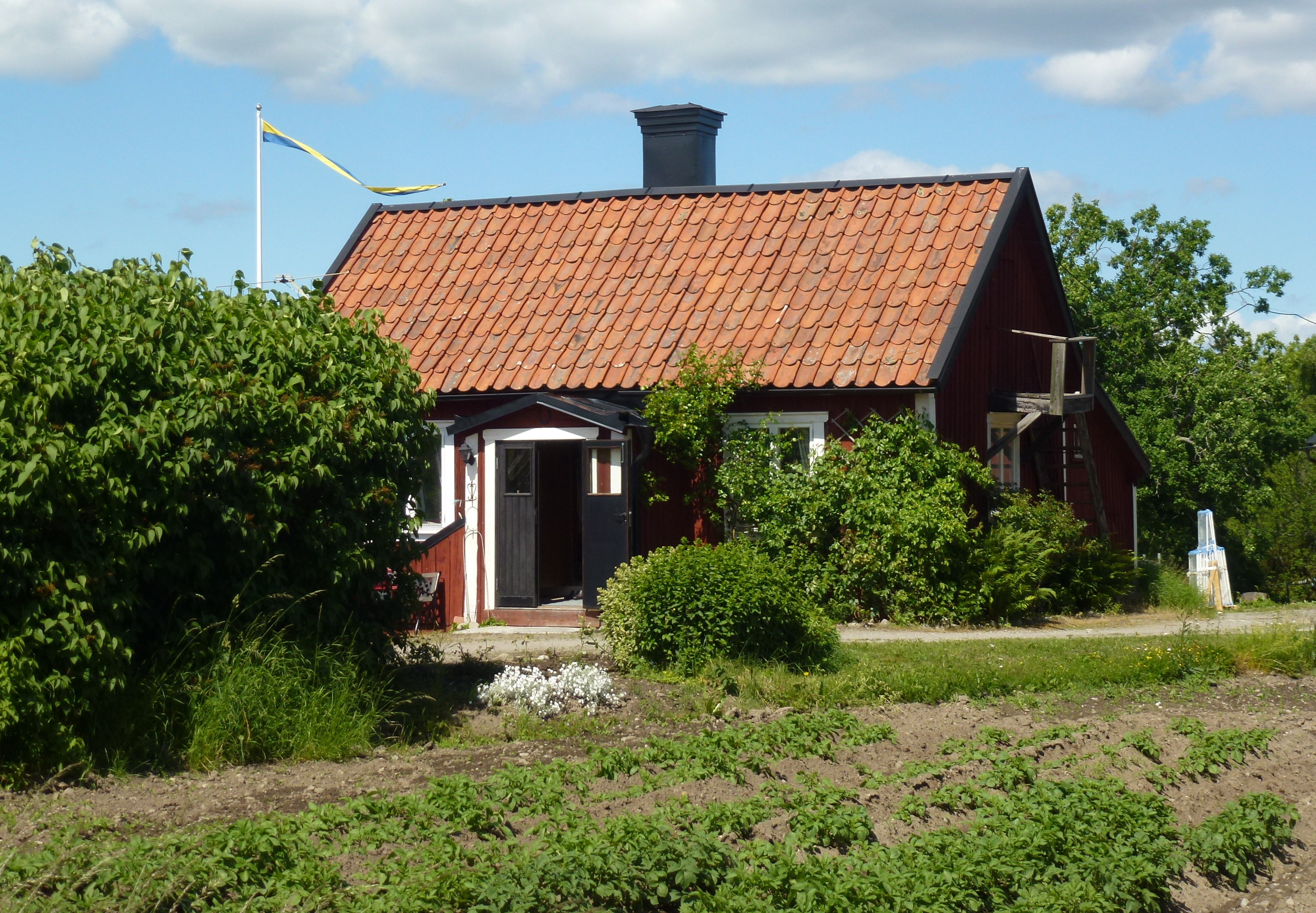
Kvarnstugan och täppan
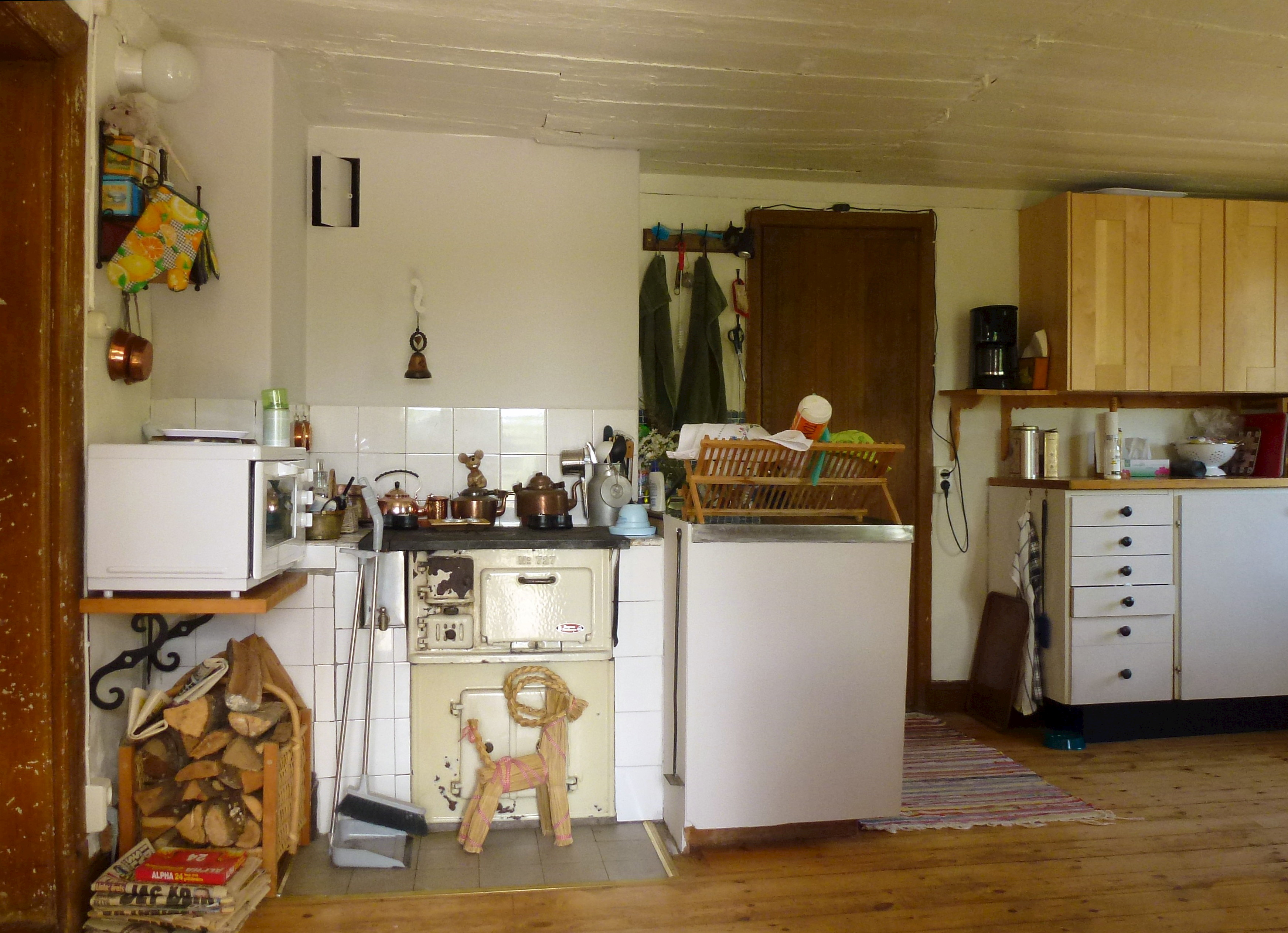
Kvarnstugans kök
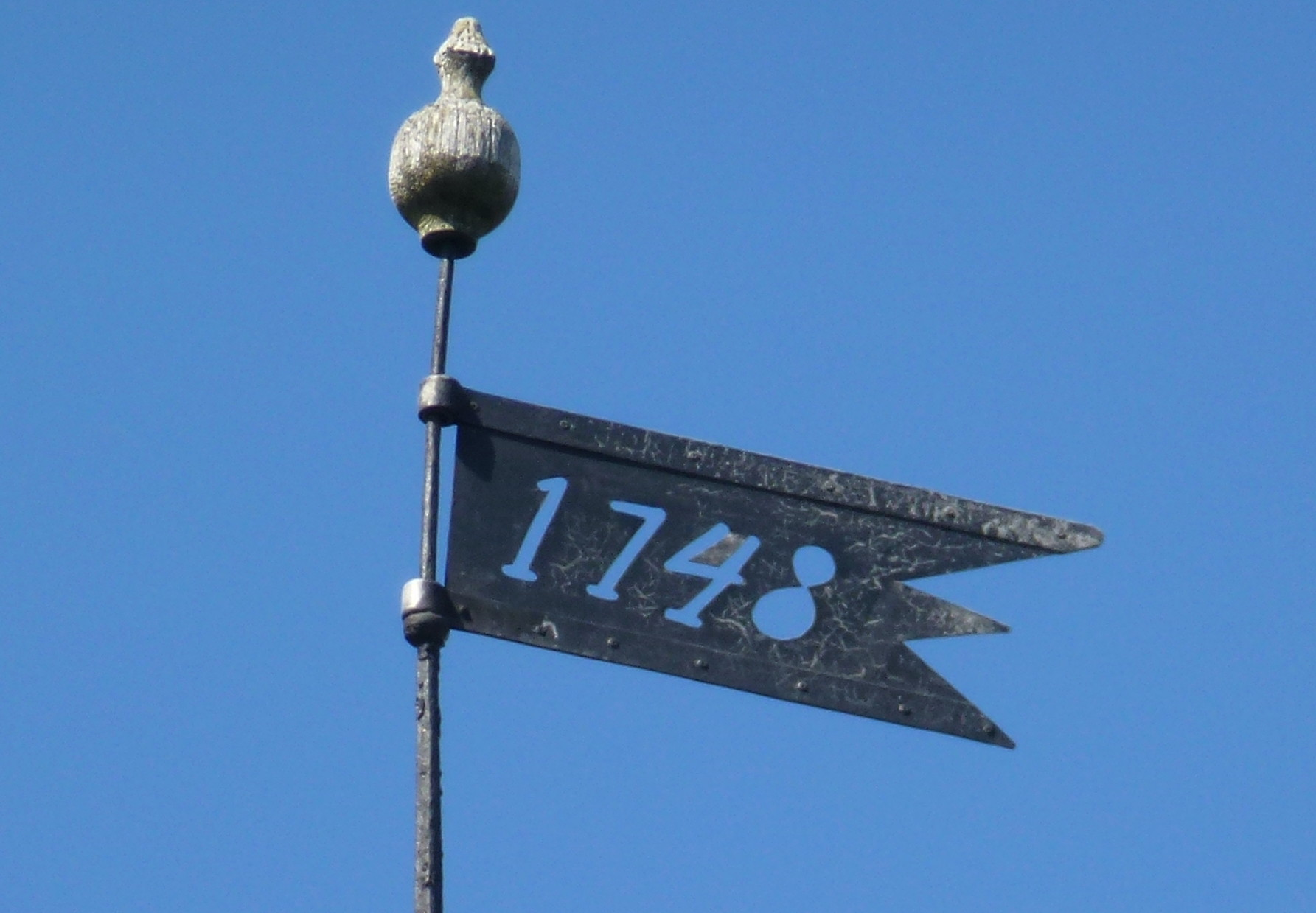
Vindflöjeln med årtalet 1748